# Kieran McKenna
Kieran McKenna (Londen, 14 mei 1986) is een Noord-Ierse voetbaltrainer en voormalig voetballer. Sinds 2021 is hij hoofdtrainer van Premier League-club Ipswich Town.

## Carrière

### Voetballer
McKenna werd geboren in Londen, maar groeide op in het Noord-Ierse Fermanagh. Hij begon zijn voetbalcarrière als jeugdspeler van Enniskillen Town United en Ballinamallard United. In 2002 tekende hij een scholarship contract bij Tottenham Hotspur en trad hij toe tot hun jeugdopleiding.
Hij vertegenwoordigde verschillende nationale jeugdelftallen en was aanvoerder van Noord-Ierland O19 tijdens het Europees kampioenschap voetbal onder 19 in 2005.
Door een aanhoudende heupblessure besloot McKenna op zijn 22e te stoppen als voetballer, waardoor hij nooit zijn professionele debuut voor Tottenham Hotspur heeft kunnen maken.

### Voetbaltrainer

#### Jeugdtrainer
Na zijn carrière als voetballer ging hij aan de slag als jeugdtrainer bij Tottenham Hotspur, Leicester City, Nottingham Forest en Vancouver Whitecaps. McKenna studeerde Sports Science aan de Universiteit van Loughborough. Nadat hij hiervan was afgestudeerd werd hij aangesteld als Head of Academy Performance Analysis bij Tottenham Hotspur.

#### Manchester United
In augustus 2016 verliet McKenna Tottenham Hotspur om een het Onder 18-elftal van Manchester United te gaan leiden. In zijn tweede seizoen bij het team werden ze kampioen.
Samen met Michael Carrick werd McKenna voorafgaande aan het seizoen 2018/19 doorgeschoven naar het eerste elftal als assistent-trainer van José Mourinho. Mourinho werd in december 2018 vervangen door Ole Gunnar Solskjær. Toen ook Solskjær het veld moest ruimen en Ralf Rangnick als interim hoofdtrainer werd aangesteld bleef McKenna op zijn post.

#### Ipswich Town
Op 16 december 2021 werd McKenna voor het eerst hoofdtrainer. Hij tekende een contract voor drie en een half jaar bij League One-club Ipswich Town. Zijn eerste wedstrijd eindigde in een 1-0 overwinning op Wycombe Wanderers. Na zijn komst verbeterde de resultaten van Ipswich Town. Ze wonnen de eerste zeven van de tien wedstrijden onder zijn leiding. Ondanks de verbeterde vorm wisten ze de play-offs om promotie niet te halen en eindigde ze als elfde.
In McKenna's tweede seizoen wisten ze promotie veilig te stellen door als tweede te eindigen in de competitie, waardoor ze in het nieuwe seizoen automatisch uit zouden komen in het Championship. Aan het einde van het seizoen 2022/23 tekende McKenna een verbeterd contract tot medio 2027. Ook in het Championship ging het voorspoedig. Zo stond het enige tijd bovenaan in de competitie. Op 4 mei 2024 werd promotie veiliggesteld waardoor het vanaf het seizoen 2024/25 weer terug zou keren in de Premier League, voor het eerst sinds het seizoen 2001/02. Ondanks interesse van clubs als Chelsea en Manchester United besloot McKenna na afloop van het succesvolle seizoen zijn contract bij The Tractor Boys te verlengen tot medio 2028.

## Erelijst

### Als trainer
Manchester United O18
- U18 Premier League Northern Division: 2017/18

#### Individueel
Ipswich Town
- EFL League One Manager van de Maand: Maart 2023, April 2023
- EFL Championship Manager van de Maand: September 2023, Maart 2024
- EFL Championship Manager van het Seizoen: 2023/24

1 Palmer ·
2 Clarke ·
3 Davis ·
4 Kipré ·
5 Matusiwa ·
6 Woolfenden ·
7 Burns ·
9 Hirst ·
10 Chaplin ·
11 Philogene ·
12 Cajuste ·
14 Taylor ·
15 Young ·
16 Al-Hamadi ·
18 Johnson ·
20 Hutchinson ·
21 Ogbene ·
22 Townsend ·
23 Szmodics ·
24 Greaves ·
25 Baggott ·
26 O'Shea ·
27 Button ·
28 Walton ·
30 Humphreys ·
33 Broadhead ·
47 Clarke ·
49 Murić ·
Akpom ·
Coach: McKenna